# Cuscuta xanthochortos
Cuscuta xanthochortos är en vindeväxtart som beskrevs av Carl Friedrich Philipp von Martius och Georg George Engelmann. Cuscuta xanthochortos ingår i släktet snärjor, och familjen vindeväxter.

## Underarter
Arten delas in i följande underarter:
- C. x. carinata
- C. x. lanceolata
- C. x. longibracteata